# Коли (Кампобасо)
Коли (итал. Colli) је насеље у Италији у округу Кампобасо, региону Молизе.
Према процени из 2011. у насељу је живело 18 становника. Насеље се налази на надморској висини од 620 м.